# غاليليو غاليلي
غاليليو غاليلي أو جاليليو جاليلي (15 فبراير 1564 - 8 يناير 1642)، (بالإنجليزية: Galileo Galilei)، النطق الإيطالي: ‎[ɡaliˈlɛːo ɡaliˈlɛi]‏ هو عالِم فلكي وفيلسوف[بحاجة لمصدر] وفيزيائي إيطالي. وُلد في بيزا في إيطاليا. يوصف في بعض الأحيان بالعلّامة. نشر نظرية مركزية الشمس والتي جاء بها كوبرنيكوس ودافع عنها بقوة على أسس فيزيائية. قام أولاً بإثبات خطأ نظرية أرسطو حول الحركة، سالكا من أجل ذلك طريق الملاحظة والتجربة.
درس غاليليو السرعة والسرعة المتجهة والجاذبية والسقوط الحر ومبدأ النسبية والقصور الذاتي وحركة المقذوف.

## حياته
ولد غاليليو في بيزا في 15 فبراير عام 1564، الأول من بين ستة أبناء.
أبوه هو فينسينزو غاليلي وأمه هي جوليا دي كوزيمو أماناتي. وأنجب من «مارينا جامبا» ثلاثة أطفال دون زواج هم فيرجينا (لقبت بعد ذلك بالأخت ماريا) ولدت عام 1600 وماتت عام 1634، فينسنزو ولد عام 1606 ومات عام 1646، ليفيا (ولقبت بعد ذلك بالأخت أركنجيلا) ولدت عام 1601 وماتت عام 1649.

## إنجازاته
كان غاليليو ماهراً في الرياضيات والموسيقى، لكنه كان رقيق الحال، لذلك اعتزم ألا يعمل ابنه في أي عمل من الأعمال التي لا تكسب صاحبها مالاً، ومن ثم أرسله إلى جامعة بيزا لدراسة الطب. ووصل غاليليو وهو ما يزال طالباً لتحقيق أول مكتشفاته عندما أثبت أنه لا علاقة بين حركات الخطار (البندول) وبين المسافة التي يقطعها في تأرجحه، سواء طالت هذه المسافة أو قصرت. وأهتم بعد ذلك بدراسة الهندسة إلى جانب الطب، وبرع فيها حتى بدأ يلقي المحاضرات على الطلاب بعد ثلاث سنوات فقط. وفي ذلك الوقت كان العلماء يظنون أنه لو أُلقي من ارتفاع ما بجسمين مختلفي الوزن فإن الجسم الأثقل وزناً يصل إلى الأرض قبل الآخر. لكن غاليليو أثبت بالنظرية الرياضية خطأ هذا الاعتقاد، ثم اعتلى برج بيزا المائل وألقى بجسمين مختلفي الوزن فاصطدما بالأرض معاً في نفس اللحظة. وأوضح أيضاً خطأ عدة نظريات رياضية أخرى. وانتقل غاليليو بعد ذلك إلى مدينة بادوا في جمهورية البندقية وفي جامعتها بدأ يلقي محاضراته في الرياضيات، وكان في هذا الوقت قد نال نصيبهُ من الشهرة، وفي مدينة بادوا اخترع أول محرارٍ (ترمومتر) هندسي.
ولقد كان غاليليو ممن اتبع طرق التجريبية في البحوث العلمية. وبحث في الحركة النسبية، وقوانين سقوط الأجسام، وحركة الجسم على المستوى المائل والحركة عند رمي شيءٍ في زاوية مع الأفق واستخدام البندول في قياس الزمن.
في سنة 1609 بدأ غاليليو يصنع منظاراً بوضع عدستين في طرفي أنبوبة من الرصاص، وكان أفضل بكثير من الذي صنعه ليبرشي، بعد ذلك انكب غاليليو على منظاره يحسّن من صناعته، وراح يبيع ما ينتج منه بيديه، وصنع المئات وأرسلها إلى مختلف بلاد أوروبا، وكان لنجاحه صداه في جمهورية البندقية، ففي تلك الأيام كان كل فرد يعتقد أن الأرض مركز الكون، وأن الشمس وغيرها من الكواكب تدور حولها، وكان الطريق اللبني يعتبر حزمة من الضوء في السماء، وأن القمر مسطح الشكل. ولكن عندما نظر غاليليو من خلال عدسات منظاره لم يجد شيئاً صحيحاً من هذا كله، فقد رأى أن في القمر مرتفعات، وأن الشمس تنتقل على محاورها، وأن كوكب المشتري لهُ أقمار، مثلها في ذلك مثل القمر الذي يدور حول الأرض، ورأى أن الطريق اللبني ليس مجرد سحابة من الضوء إنما هو يتكون من عدد هائل من النجوم المنفصلة والسديم.
وكتب كتاباً تحدث فيه عن ملاحظاته ونظرياته، وقال أنها تثبت إن الأرض كوكبٌ صغير يدور حول الشمس مع غيره من الكواكب، وشكا بعض أعدائه إلى سلطات الكنيسة الكاثوليكية بأن بعض بيانات غاليليو تتعارض مع أفكار وتقارير الكتاب المقدس، وذهب غاليليو إلى روما للدفاع عن نفسه وتمكن بمهارته من الإفلات من العقاب لكنهُ انصاع لأمر الكنيسة بعدم العودة إلى كتابة هذه الأفكار مرة أخرى، وظل ملتزماً بوعدهِ إلى حين، لكنه كتب بعد ذلك في كتاب آخر بعد ست عشرة سنة نفس الأفكار، وأضاف أنها لا تتعارض مع شيء مما في الكتاب المقدس. وفي هذه المرة أرغمته الكنيسة على أن يقرر علانية أن الأرض لا تتحرك على الإطلاق وأنها ثابتة كما يقول علماء عصرهِ، ولم يهتم غاليليو لهذا التقرير العلني.

## التدريس في جامعة بيزا 1589–1592
حصل غاليليو على إجازة التدريس في جامعة بيزا عام 1589 لتدريس الرياضيات. ولم يكن دخلَه من هذه الوظيفة كبير إلا أنه كان يقوم ببناء أجهزة وبيعها. كما اخترع ترمومترًا ولكنه لم يكن ترمومتراً دقيقاً، ودرس حركة البندول واتضح له أن دورة البندول لا تعتمد على وزنه ولا على مقدار إزاحته عن موقع الاستقرار وإنما تعتمد على طول البندول. وشغلته تلك المسألة طوال حياته وكان يفكر طويلاً، كيف يستغل تلك الحركة البندولية لاختراع ساعة تقيس الزمن.
ثم بدأ في دراسة حركة السقوط الحر من على برج بيزا المائل مع اعتبار استنتاجاته من حركة البندول. وقام بعدة تجارب على البرج المائل حيث يشكل له معملاً مائلاً وكان يختبر سرعة انزلاق كرات من مواد مختلفة. تلك التجارب والملاحظات أوصلته إلى تعيين سرعات تلك الكرات المنحدرة ببطء على منضدة، وتوصل بالتالي إلى دراسة التسريع وتبين له أن التسريع والسرعة شيئان مختلفان،
وصاغ السرعة والعجلة صياغة رياضية لأول مرة. وتفتح عقل غاليليو غاليليو على الفيزياء وأن الطبيعة تجري طبقاً لقوانين يمكن صياغتها رياضياً، وكتب في كتابه المسمى «ساجياتوري» عام 1623:
أما عن تجارب إسقاط الأشياء من على برج بيزا إلى أسفل فقد ذكرها تلميذه فينسينسو فيفياني. إلا أن مخطوطات غاليليو لم تذكر شيئاً عنها، وربما يعود ذلك إلى عدم وجود ساعاتٍ في ذلك الوقت للقيام بقياساتٍ دقيقة. ويذكر المؤرخون أن مناقشة تجربة البرج الشهيرة عن غاليليو الخاصة بسقوط الريشة والحجر من على البرج إنما تعد كتجربة عقلية تفكيرية، ذكرها غاليليو في كتابه الأساسي «ديالوجو» بالتفصيل.
قام غاليليو غاليلي بتسجيل نتائج اختباراته في كتاب بخط يده يسمى De motu antiquiora الذي طبع بعد ذلك عام 1890. وكان فيه هجوماً حاداً على أرسطو؛ الشيء الذي أزعج زملاءه المتحفظين في هيئة التدريس بجامعة بيزا، مما أدى إلى إخلاء طرفه من الجامعة عام 1592، واشتدت حالته المالية سوءا وعلى الأخص إذ توفي والده قبل ذلك عام 1592.

## محاكمته عام 1616
خلال عصر النهضة ظهر كل من عالم الفلك نيكولاس كوبرنيكوس، والذي كان راهبًا، وقد صاغ نظرية مركزية الشمس وكون الأرض جرماً يدور في فلكها وذلك سنة 1543، وجاليليو جاليلي الكاثوليكي المتدين، الذي نشر نظرية كوبرنيكوس ودافع عنها بقوة على أسس فيزيائية، فقام أولاً بإثبات خطأ نظرية أرسطو حول الحركة، وقام بذلك عن طريق الملاحظة والتجربة عن طريق التكنولوجيا الجديدة للتلسكوب. بعد تأسيس الكنيسة اعتمدت في ذلك الوقت لنظريات اليونان القديمة والتي وضعت في مرحلة ما قبل المسيحية من قبل بطليموس وأرسطو، وهي نموذج مركز الأرض. عندما بدأ جاليليو إلى التأكيد على أن الأرض في الواقع تدور حول الشمس، وجد نفسه قد طعن في المؤسسة الكنسية في وقت حيث التسلسل الهرمي للكنيسة قد ارتبط مع السلطة الزمنية، وكانت تعيش في صراع وتحدي سياسي متواصل يقابله صعود البروتستانتية. بعد مناقشات مع البابا أوربان الثامن، الذي أبدى إعجابه ودعمه لنظرية جاليليو، وبالتالي فقد اعتقد جاليليو أنه تمكن من تجنب توجيه اللوم عن طريق عرض حججه في شكل حوار. بما أن جاليليو دعم نظرية كوبرنيكوس علنيًا فقد قام خصوم الأخير، والذين كانوا من الداعين لنموذج مركز الأرض المعروف منذ أيام اليونان القدماء، بالهجوم عليه وشكوه إلى البابا محتجين أن ما يدْعوا إليه يخالف تفسيرهم لبعض الآيات في التوراة. رغم أن الفكرة التي أُدين جاليليو بسببها وهو مركزية الشمس كانت قد ظهرت أولاً على يد كوبرنيك واستقبلت بحفاوة في بلاط البابا بولس الثالث سنة 1543، ما يعكس تأثير الوضع السياسي على الكنيسة.

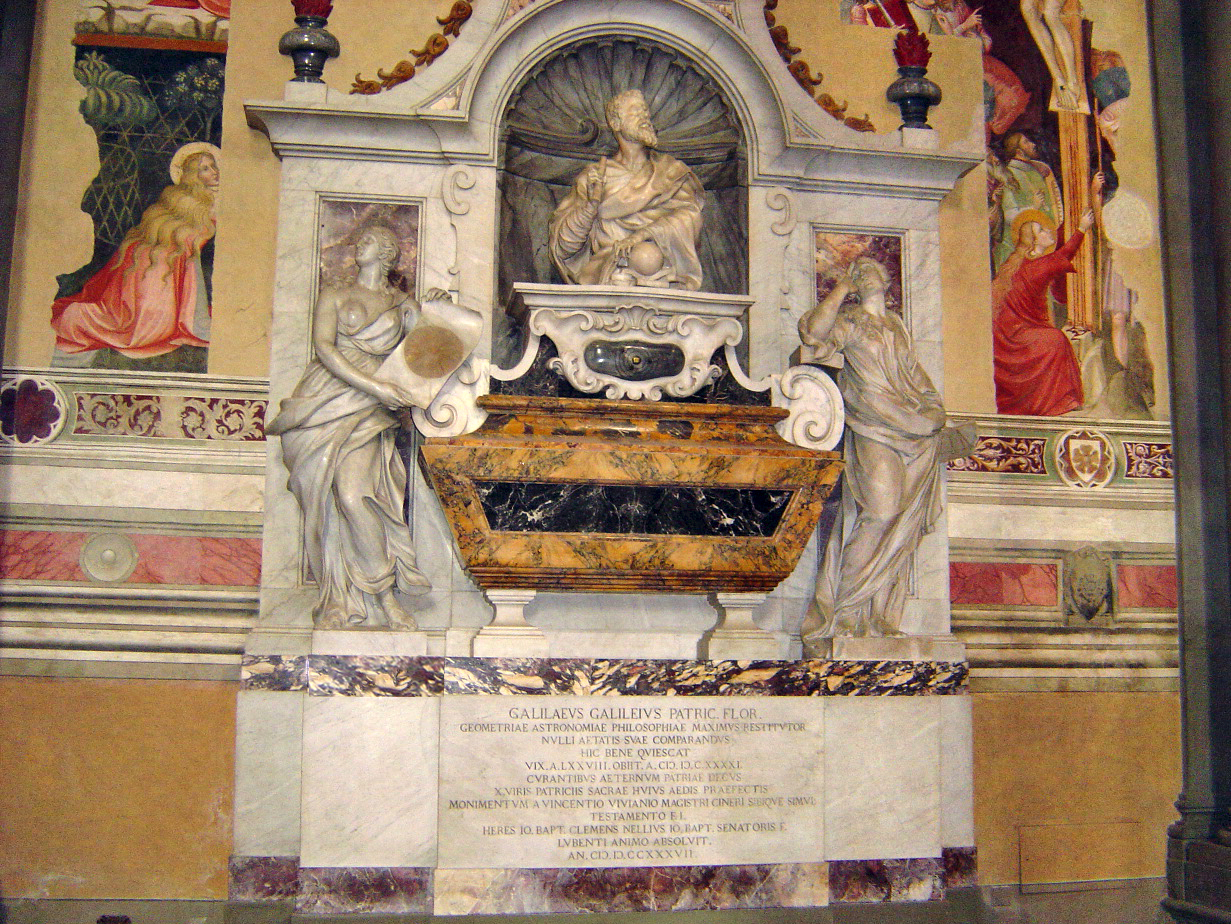
قبر جاليليو، سانتا كروتشي

بالرغم أن جاليليو لم يكن طرفًا في ذلك النزاع، وكان قد تركه رجال الكنيسة بسبب صداقته مع البابا أوربان الثامن. لكن بسبب الضغوط التي وجهت البابا وكونه كان في مرحلة سياسية صعبة فقدَ جاليليو من يحميه ويدافع عنه في روما فحكمت عليه المحكمة بعد سنوات من المراقبة متداخلة، مشاورات مع الباباوات، ومناقشات شفهية وخطية مع علماء الفلك ورجال الدين، فعقدت محاكمة من قبل محاكم التفتيش الرومانية سنة 1632. اتهم جاليليو بالاشتباه بالهرطقة وحكم عليه بالسجن لإرضاء خصومه الثائرين. وفي اليوم التالي خف الحكم إلى الإقامة الجبرية. وتم منعه من مناقشة تلك الموضوعات، وأعلنت المحكمة بأن كتاباته ممنوعة. وقد دافع جاليليو عن نظرية مركزية الشمس، قائلاً أنها لا تعارض ما ورد في النصوص الدينية. منذ ذلك اعتكف جاليليو جاليلي في بيته وأمضى به بقية حياته. يرى عدد من المؤرخين أن الحكم الذي صدر ضد جاليليو ومحاكمته كانت لدوافع سياسية وشخصية وليس لدوافع دينية أو عقائدية. يذكر أن الفكرة التي أدين جاليلي بسببها وهي مركزية الشمس كانت قد ظهرت أولاً على يد كوبرنيك واستقبلت بحفاوة في بلاط البابا بولس الثالث سنة 1543، ما يعكس تأثير الوضع السياسي على محاكمة جاليلي. بعد محاكمة جاليليو وبحسب المؤرخ جاكوب برونسكي: «كان من تأثير محاكمة جاليليو انتقال  الثورة العلمية من الآن فصاعدا إلى أوروبا الشمالية.»
ولم يكن جاليليو طرفا في ذلك النزاع، وتركه رجال الكنيسة بسبب صداقته مع الكاردينال مافيو بالرباريني الذي أصبح فيما بعد البابا «أوربان الثامن». فتكاتف خصومه وكتب بيلارمين خطابا بأن لا يتمسك جاليليو بالدفاع عن نموذج كوبرنيكوس كحقيقة وإنما في إطار أنها مجرد افتراض، وحذره من العواقب. واشتكوا جاليليو أمام البابا وضغطوا عليه لمحاكمته. وظهر خطاب بيلارمين عام 1632/ 1633 أثناء محاكمة جاليليو كدليل على عدم طاعته. ويقال أن هذا الخطاب ظهر أمام المحاكمة في صيغتين واحتفظتا في أوراق القضية واحدة منهما بالتوقيع الصحيح. ولذلك يعتقد بعض المؤرخون في القرن 19 و20 أن المحكمة أصدرت حكمها آنذاك في عام 1632 بإدانة جاليليو على أساس خطاب مزور.
ومع فقدان جاليليو لمن يحميه ويدافع عنه في روما حكمت عليه المحكمة عام 1633 بأنه يعترض على ما جاء في الإنجيل، على الرغم من معارضة جاليليو لهذه التهمة معللًا أنّ نظريته لا تعارض ما ورد في الإنجيل، وانقسم الحكم إلى ثلاثة أقسام:
- اتهام جاليليو بالاشتباه بالهرطقة.[21]
- حكم عليه بالسجن لإرضاء خصومه الثائرين.[22] وفي اليوم التالي خف الحكم إلى الإقامة الجبرية.
- منعه من مناقشة تلك الموضوعات، وأعلنت المحكمة بأن كتاباته ممنوعة.[23]

منذ ذلك اعتكف جاليليو جاليلي في منزله وأمضى به بقية حياته وحافظ جاليليو على عدم نقاش نظام كوبرنيكوس علنا. واهتم في عمله بدراسة حركة أقمار المشتري واتخاذها كأداة لقياس الزمن من أجل حل مشكلة خطوط الطول، ولكنه لم ينجح في تفسيرها. ثم حول التلسكوب إلى الميكروسكوب، وكان يراقب الأشياء بالمجهر مجرد مراقبة ولكن من غير اهتمام حقيقي.
في تلك الأثناء كتب جاليليو كتابا بعنوان «علمان جديدان». وفيه كتب عن الكينماتيكا وهي علم حركة الغازات، و«صلابة المادة» الذي مدحه أينشتاين كثيرا.
وسمي جاليليو جاليلي «أبو العلم الحديث». وأصابه العمى 1638 وكان يعاني من فتق مؤلم وأرق، فكان يسمح له بالسفر إلى فلورنس للعلاج.

## وفاته
ظل جاليليو منفياً في منزله وقد كان قادراً على استقبال الزوار، وبعد معاناته من الحُمّى وخفقان القلب فارق الحياة عن عمر يناهز 77 عاماً في 8 يناير 1642 ، وكانت رغبة دوق توسكانا، فرديناندو الثاني دي ميديشي دفن جاليليو في الردهة الرئيسة لكنيسة سانتا كروتش في فلورنسا بجوار أبيه وأجداده، وإقامة ضريح من الرخام على شرفه. إلا أن ذلك لم يتحقق بسبب معارضة البابا أوربان الثامن وتم دفنه الجثمان في إحدى الغرف الصغيرة في نهاية رواق الجناح الجنوبي للكنيسة، بيد أنه قد أُعيد دفنه في الردهة الرئيسية للكنيسة مع نُصب تذكاري في العام 1737 تشريفاً له. وأثناء عملية النقل تلك، تم إزالة ثلاث أصابع وإحدى أسنان جاليليو، إحدى تلك الأصابع هي الأصبع الوسطى ليده اليمنى وتُعرض في متحف جاليليو بفلورنسا.
وقد قدمت الكنيسة اعتذارا لجاليليو في العام 1983.

## الإرث

### اعتراف الكنيسة الكاثوليكية بخطئها
أدت محاكمة جاليليو جاليلي أمام محكمة الفاتيكان إلى مناقشات طويلة عبر التاريخ.
في عام 1741 صدر تصريح من البابا بنديكت الرابع عشر بطباعة كل كتب جاليليو. وفي عهد البابا بيوس السابع عام 1822 أصدر تصريح بطباعة كتاب عن النظام الشمسي لكوبرنيكوس وأنه يمثل الواقع الطبيعي.
في عام 1939 قام البابا بيوس الثاني عشر بعد أشهر قليلة من رسامته لمنصب البابوية بوصف جاليليو "أكثر أبطال البحوث شجاعة... لم يخش من العقبات والمخاطر ولا حتى من الموت". وفي 15 أكتوبر، قام الكاردينال راتزنجر (والذي أصبح لاحقا البابا بندكتيوس السادس عشر) في خطاب لجامعة لا سابينزا بوصف جاليليو "بحالة عرضية التي سمحت لنا ان نرى مدى عمق الشك بالذات في علوم وتكنولوجيا العصر الحديث.
وفي 31 أكتوبر 1992 قدمت الهيئة العلمية بتقريرها إلى البابا يوحنا بولس الثاني، الذي قام على أساسه بإلقاء خطبة، وفيها يقدم اعتذار من الفاتيكان على ما جري لجاليليو جاليلي أثناء محاكمته أمام الفاتيكان عام 1623. وحاول البابا إزالة سوء التفاهم المتبادل بين العلم والكنيسة. وأعاد الفاتيكان في 2 نوفمبر 1992 لجاليليو كرامته براءته رسميًا، وتقرر عمل تمثال له فيها.
وفي مارس 2008 قام الفاتيكان باتمام تصحيح أخطائه تجاه جاليليو بوضع تمثال له داخل جدران الفاتيكان. وفي ديسمبر من العام نفسه اشاد البابا بندكتيوس السادس عشر بمساهماته في علم الفلك أثناء احتفالات الذكرى ال400 لأول تليسكوب لجاليليو.
في نوفمبر 2008 تراجع الفاتيكان من جديد عن الحكم الذي كان قد صدر ضده من محكمة البابا عام 1632. على الرغم من أن البابا أوربان الثامن لو يوقع على الحكم الصادر من محكمة التفتيش آنذاك ضد جاليليو، فلم يكن البابا والكرادلة مؤيدين جميعًا للحكم.

### تأثيره على العلم الحديث
يقول ستيفن هوكنغ إن مولد العلم الحديث ربما يرجع إلى جاليليو أكثر من أي شخص آخر.
وقد سماه اينشتاين «أبا العلم الحديث»، نظرا لإنجازاته العلمية من جهة ومن جهة أخرى أنه تمسك باقتناعه العلمي ولم يحيد عن هذا الاقتناع ووقف صامدا أمام الاتهامات الموجهة إليه، حتى أن وصل به الاقتناع إلى مخاطر محاكمته أمام محكمة الفاتيكان.
وقد قادت اكتشافات وجاليليو الفلكية وفحصه لنظرية كوبرنيكوس إلى تخليده كإنسان حيث اكتشف أربعة أقمار المشتري وهم القمر إيو والقمر أوروبا والقمر جاناميد والقمر كاليستو وهذه الأربعة تسمي أقمار جاليليو.
كما تسمى بعض الأجهزة العلمية باسمه مثل مركبة جاليليو الفضائية وهي أول قمر صناعي يدور حول المشتري كما يوجد نظام أقمار صناعية «جاليليو» للملاحة ومعرفة التموضع على الأرض. كما أن التحويل الرياضي بين أنظمة القصور الذاتي المختلفة في الميكانيكا التقليدية تسمى تحويلات جاليليو. كما توجد وحدة Gal والتي تسمى بالكامل جاليليو لتعبر عن التسريع في الميكانيكا إ إلا أنها لا تنتمي إلى النظام الدولي للوحدات.
وقد أطلقت الأمم المتحدة عام 2009 حيث العام العالمي للفلك حيث ناسب ذلك العام مرور أربعة قرون على الاكتشاف الأول بالتلسكوب لجاليليو.
وشكل العام العالمي للفلك 2009 احتفالا عالميا للفلك ومدى تأثيرها في المجتمع والثقافة، تحفز على اكتساب العلوم على مستوى العالم وليس في إطار اعلم الفلك وحده ولكن لكل العلوم، وبصفة خاصة تشجيع النشأ على الاهتمام بالبحث والعلوم.

## وصلات خارجية
- غاليليو غاليلي على موقع الموسوعة البريطانية (الإنجليزية)
- غاليليو غاليلي على موقع ألو سيني (الفرنسية)
- غاليليو غاليلي على موقع ميوزك برينز (الإنجليزية)
- غاليليو غاليلي على موقع إن إن دي بي (الإنجليزية)
- غاليليو غاليلي على موقع ديسكوغز (الإنجليزية)